# Битва на Двине
Битва на Двине или Спилвская битва, в западных источниках также Переправа через Двину — сражение между русско-польско-саксонской и шведской армиями в рамках второй Северной войны, состоявшееся 8 (19) июля 1701 года (9 июля 1701 года по шведскому календарю), определившее неудачный исход осады Риги армией Августа II Сильного и принесшее победу Швеции на раннем этапе прибалтийской кампании.

## События перед битвой
После неудачной осады Риги в 1700 году саксонские войска под угрозой появления Карла XII с сильным войском отошли на зимние квартиры. Тем не менее после победы над русскими войсками у Нарвы шведский король остался в разорённой войной Ливонии на зиму, намереваясь добить поверженного царя, но холодная и голодная зима вынудила его расположить войска вокруг Дерпта на зимние квартиры, сам король занял старинный замок Лаис (Лайузе). Там он пробыл пять месяцев, занимая себя любительскими спектаклями, маскарадами, ужинами и нешуточными снежными баталиями. Магнус Стенбок организовал оркестр и услаждал слух короля музыкой собственного сочинения, в то время как шведская армия голодала и таяла на глазах. К весне под ружьём оставалось менее половины солдат.
Пользуясь этим, Август II с наступлением весны снова решил предпринять попытку захвата Риги. К лету 1701 года саксонцам удалось разместить свои войска на противоположном от города берегу непрерывной линией от Спилвских лугов до окрестности Катлакалнса, таким образом на сто процентов блокировав центр города с левобережья Двины. Саксонцы разместили артиллерийские батареи на всем протяжении своей линии, а особо пристальное внимание было уделено состоянию островка Люцау (Луцавсалы), на котором сторожевые части следили за сохранностью переправы через Даугаву.
После очередного личного свидания с Августом II в литовском городке Биржи 26 февраля (9 марта) 1701 года царь Пётр I послал на помощь союзникам контингент русских войск. Союзники договорились о дальнейших совместных планах войны против шведов. В том числе русский царь передавал в распоряжение короля-курфюрста корпус пехоты общим количеством около 20 000 человек. Корпус был полностью вооружён (в основном новейшими, закупленными в Европе «маастрихтскими» и «люттихскими» ружьями) и обеспечен запасом пороха в 100 000 фунтов.
В мае 1701 года, князь Аникита Иванович Репнин выступил из Пскова, ведя под Ригу в помощь саксонцам данный корпус: 18 солдатских и 1 стрелецкий пехотные полки. Через полтора месяца он соединился с войсками Штейнау под Кокенгаузеном (Кокнесе). О прибывших полках саксонский фельдмаршал дал отзыв:

«Сюда прибыли русские войска, числом около 20.000. Люди вообще хороши, не больше 50 человек придется забраковать; у них хорошие мастрихтские и люттихские ружья, у некоторых полков шпаги вместо штыков. Они идут так хорошо, что нет на них ни одной жалобы, работают прилежно и скоро, беспрекословно исполняют все приказания. Особенно похвально то, что при целом войске нет ни одной женщины и ни одной собаки; в военном совете московский генерал сильно жаловался просил, чтобы женам саксонских мушкетёров запрещено было утром и вечером ходить в русский лагерь и продавать водку, потому что через это его люди приучаются к пьянству и разного рода дебоширству. Генерал Репнин человек лет сорока; в войне он не много смыслит, но он очень любит учиться и очень почтителен: полковники все немцы, старые, неспособные люди и остальные офицеры люди малоопытные».

Главные силы корпуса Репнина остались у Кокенгаузена, а под Ригу отправлены были 4000 человек под общим начальством Томаса Юнгара (полки Трейдена, Риддора и стрельцы Юрия Вестова). В начале июля они подошли к Риге. Таким образом в распоряжении фельдмаршала Штайнау на левом берегу Двины было 28-тысячное войско, в котором одну треть составляли хорошо обученные саксонские пехотинцы и кавалерия, а остальные две трети — русский корпус Репнина.
Тем временем Карл XII после зимы скорректировал свои планы на дальнейшее ведение войны. Он уже не столь горячо стремился к вторжению в Россию. Ни во что не ставя русских солдат, король считал, что мало чести сражаться с таким противником. К тому же Карл решил, что было бы неразумно двигаться на Россию, позволив не разбитой саксонской армии угрожать ему с тылу. К июню из Швеции прибыло 10 000 новых рекрутов, пополнив армию Карла до 24 000 человек. В голове короля возник план: заставить противника раздробить свои силы по течению реки и, форсировав Двину близ Риги, разгромить союзную армию по частям. Успех замыслов операции состоял в том, чтобы противнику не было известно, в каком месте шведы соберутся форсировать реку.
В месте выбранной королём переправы река достигала в ширину 600 метров. Формально за сапёрное обеспечение операции отвечал генерал Карл Магнус Стюарт. Однако 76-летний генерал-губернатор Риги Дальберг, будучи опытным и заслуженным фортификатором, а также заблаговременно посвящённым в некоторые детали этой крупной военной операции, вносил свою лепту в её техническую подготовку.
Все передвижения подразделений в русско-саксонском лагере были под контролем шведов, которые наблюдали за левобережьем с колокольни Домского собора. Из жителей города и окрестностей, принадлежавших к низовому сословию, ратманами был сформирован отряд в тысячу человек. Все паромщики, лоцманы, рыбаки и перевозчики получили наказ от цензового руководства в случае необходимости оказать помощь шведам в переправе через Даугаву. Незаметно для саксонцев было приказано собрать на рижском городском канале все баржи, буксиры, барки и плоты, которые можно было найти; на более крупных плотах построили плавучие блокгаузы и вставили в их люки пушки; также отыскали много возов старой соломы и прелого сена, чтобы в нужный момент закрыть Даугаву дымовой завесой. Также приступили к строительству понтонного моста для переправы кавалерии.
Оставив отряд на случай появления русских частей, Карл 17 (28) июня 1701 года, на следующий день после своего 19-летия, с основными силами в 18 000 человек в неимоверную жару двинулся из Дерпта на юг. Расстояние, требуемое к преодолению, составляло около 250 километров. Двигались со всеми предосторожностями, чтобы у саксонского главнокомандующего не создалось определённого мнения о том, в каком месте — у Риги или Кокенхаузена — Карл XII задумал переправить свои полки через реку.
Саксонский фельдмаршал, ожидая возможный приход Карла и не зная, где произойдет переправа противника, разбросал свои войска вдоль берега Двины небольшими отрядами. Штайнау нужно было во что бы то ни стало не дать шведам переправится через реку, поэтому он, в зависимости от разведанных о маршруте шведов, то и дело переставлял свои полки вдоль берега Двины, чтобы не пропустить противника. На случай попытки шведов перейти Двину у Риги Штейнау распорядился занять под городом лежащие у левого берега островки, которые и заняла часть русских войск, в том числе и Люцау, на котором разместилось около 400 человек.
Когда шведская кавалерия появилась под Кокенхузеном, саксонцам стало ясно, что форсировать Двину шведы намеревались именно в этом месте, и они принялись укреплять и дооборудовать местность. Но вечером 17 июля король, неожиданно даже для своих генералов, отдал приказ всем частям идти форсированным маршем к Риге, и Штайнау в большой спешке стал перебрасывать подкрепления на рижское направление. В итоге к началу сражения шведам противостояла армия, состоявшая из 9000 саксонцев и 4000 русских под общим командованием самого Штейнау. Пехотный корпус Репнина остался у Кокенгузена.

## Сражение

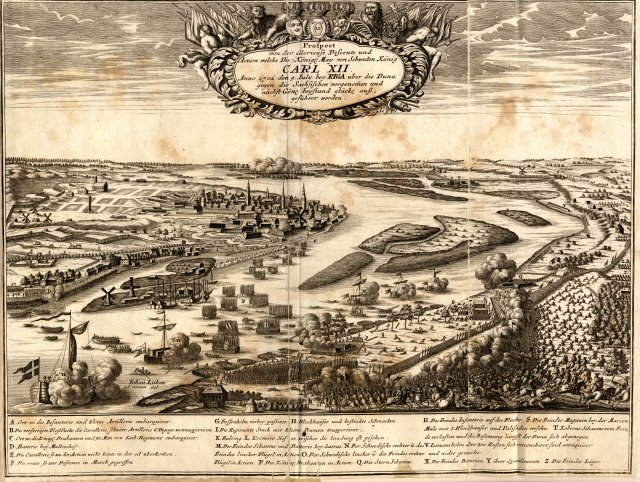

Переправу наметили на следующий день, 18 июля, но подул штормовой ветер, и мероприятие пришлось отложить, что позволило саксонцам спокойно перебросить из-под Кокенхаузена свою кавалерию. Саксонцы развернулись в классический боевой порядок — в центре две линии пехоты, на флангах кавалерия, а артиллерия в интервалах между батальонами. План Штейнау заключался в том, чтобы позволить шведам переправиться через реку, дать построиться и нанести по ним мощный удар всеми силами. Таким образом, противник оказывался сброшенным в реку и терпел сокрушительное поражение.

### Силы сторон
Непосредственно напротив переправы у селения Спильве шведами была построена батарея из 28 орудий. Для первой атаки предназначалось 15 батальонов пехоты (около 6000 пехотинцев) и 5 полков кавалерии (всего 7156 человек).
Саксонцы стянули свои основные силы к месту переправы шведов. Штейнау располагал  примерно 13 700 человек (6200 пехоты и 7500 кавалерии) при 36 орудиях.
Шведские генералы указывали Карлу XII на огромный риск при форсировании реки под огнём артиллерии противника, но король был непреклонен. Французский посланник граф Гискар представлял королю всю опасность подобного предприятия и сказал между прочим: «саксонцы ведь не русские». Карл отвечал по латыни: «et si fuissent galli» (да хоть бы и французы!).

### Ход сражения

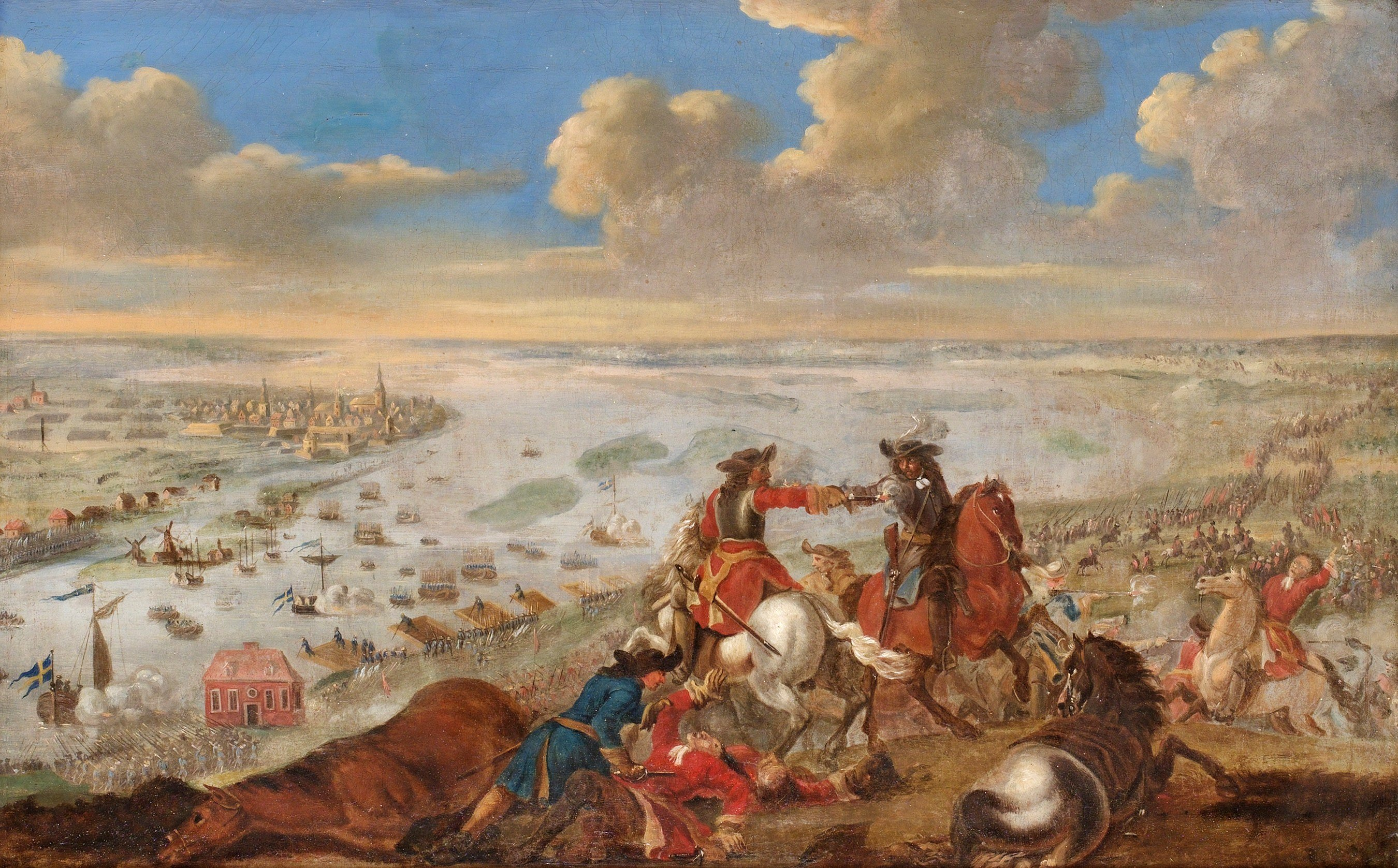

Переправа началась в 4 часа утра 19 июля 1701 года. Шведские сапёры по сигналу, данному генерал-квартирмейстером Карлом Магнусом Стюартом, подожгли стога сырой соломы, а артиллерия открыла огонь по противоположному берегу. Как только дым заволок переправу, Карл XII приказал приступить к форсированию реки. Крупногабаритные лодки с высокими самооткидывающимися бортами отправились со стороны поместий Хермелина и Меллера под прикрытием дымовой завесы.
Саксонцы обнаружили десант только тогда, когда он доплыл уже до середины реки, и начали его обстреливать, на выстрелы немцев тотчас же стали отвечать с батарей, устроенных на паромах. Генерал-лейтенант Отто Арнольд Пайкуль стал выстраивать своих пехотинцев, чтобы обрушить их на противника, как только тот поднимется из воды на берег. Саксонская артиллерия также открыла огонь, не причинявший большого вреда шведам. Одновременно была предпринята попытка навести заготовленный понтонный мост для переправы кавалерии. Однако как только по команде Стюарта начали наводить мост, поднялась непогода, и сапёрам не удалось закрепить его противоположный конец на южном берегу. Мост взломало сильным ветром, и он уплыл вниз по течению. Шведская кавалерия не могла переправиться совместно со своей пехотой, предоставив ей самостоятельно отбивать атаку саксонских кирасиров. Подкрепление шведам приходилось перевозить уже в ходе завязавшегося боя всё на тех же лодках и плотах, на которых высадили первую десантную группу.
Через три четверти часа после начала операции последовала первая высадка шведского отряда в 7 тыс. человек пехоты и 600 человек кавалерии у Кремерсгофа. Первыми на левый берег Двины ступили лейб-гвардейцы, с гренадерским батальоном которых переправлялся и сам король. За ними следовали другие шведские батальоны. Палисадные заграждения саксонцев были преодолены с ходу, и захваченный плацдарм по приказу генерал-майора Б. фон Ливена быстро был обнесён линией испанских рогаток. Нужно было делать все в большой спешке, чтобы успеть оградиться до атаки гренадеров Пайкуля.
Саксонская атака состоялась через несколько минут — пехота в центре и кирасиры по флангам бросились в атаку. С помощью длинных пик и испанских рогаток шведам с трудом удалось устоять против саксонской кавалерии. Вместе с ней они также отразили и атаку пехоты саксонцев вместе с русскими, которые вынуждены были отступить. Саксонцы отступили, чтобы перестроиться и вновь наброситься на шведов.
Пока саксонцы приводили себя в порядок, шведские части выгрузились с судов и перевезли часть пушек. Карл XII приказал перейти в наступление, выходя на равнину. Для предотвращения этого Пайкуль пошёл в атаку на шведов ещё раз, пытаясь сбросить синие шеренги неприятеля, он был ранен в бою, но шведы устояли. Отбив атаку, они неумолимо двинулись вперёд. Сократив дистанцию до 20 шагов, шведы произвели два ружейных залпа и, выхватив шпаги, бросились в штыковую атаку. Саксонская армия обратилась в беспорядочное бегство.

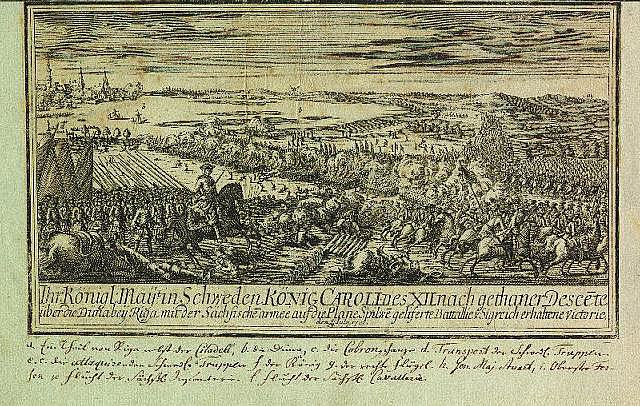
Переход шведов в контратаку на Спилвском лугу, гравюра

В эту решительную минуту прибыл сам Штейнау, озадаченный подобным исходом. Он приказал отступать на главную позицию, прикрытую с левого фланга болотом, а с правого лесом. Ему удалось восстановить порядок между отступившими войсками, и он снова повёл их в бой. Схватка, в которой был ранен и саксонский фельдмаршал, была ожесточённой. Саксонцы использовали своё преимущество в кавалерии. Саксонские кирасиры смяли правый фланг шведов, и положение для шведов стало критическим. Пехота Карла XII была смята и опрокинута к реке. Ситуацию спасли 150 драбантов и 50 кавалеристов из лейб-гвардейского полка. Король, выхватив шпагу, сумел остановить бегущих солдат и оказать ожесточённое сопротивление неприятелю. Среди тех, кто сохранил полное хладнокровие, был и Стенбок. Граф успел сплотить два батальона своего полка и встретить неприятеля плотным огнём. В происшедшей рукопашной схватке герцог курляндский был оглушён ударом приклада в голову, его падение произвело замешательство в саксонской коннице, которая снова подалась назад. Штейнау скомандовал отход.
Было всего 7 часов утра. Отступление происходило организованно и с сохранением полного порядка на глазах у шведов. Преследовать противника им было невозможно к великому огорчению Карла XII. Его пехотинцы были утомлены боем в трясине, он сам потерял в ухабах Спилве сапог (он сейчас хранится в музее Дома Черноголовых в Риге). Его кавалерийские полки все ещё оставались на рижском берегу, и её надо было переправлять на лодках, для чего требовалось много времени.

## Потери
Потерпевшая поражение, но не понёсшая особый урон армия Августа легко оторвалась от противника, оставив шведам знамя, 3 штандарта, 1 знамя, всю артиллерию из 36 пушек, большой обоз и запасы продовольствия, амуниции и боеприпасов. Потери саксонской армии достигали 900 человек убитыми и 500 пленными. Армия Карла XII потеряла до 300 человек.  
По данным, которые приводит российский историк Бутурлин, общие потери союзников составили до 2 тысяч человек, в том числе 500 пленными. Потеряно было 36 пушек, 3 штандарта и 1 знамя. У шведов было убито и ранено до 500 чел.  
Потери саксонцев, по оценке шведского историка Бенгта  Лильегрена, составили 1300 человек убитыми и ранеными, включая 400 русских, в то время как шведы потеряли всего 100 человек убитыми и 400 ранеными. В плен к шведам попали 700 человек, было захвачено 36 орудий, но всего 4 знамени. Последнее свидетельствовало о том, что противник отступал в полном боевом порядке.  

## Бой за Люцау

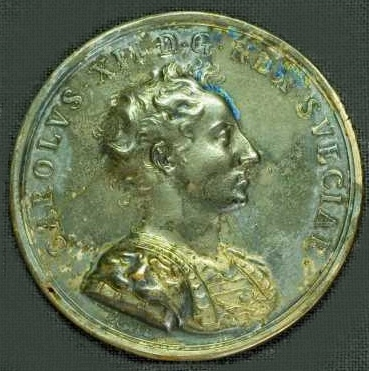
Медаль работы Бенгта Рихтера с изображением Карла XII, посвящённая битве на Двине

Отряды союзных русских войск были фактически брошены на произвол судьбы, в том числе сторожевой отряд на острове Люцау, состоявший из двух рот численностью 289 человек согласно росписи полков Репнина:

Томасова полку Юнгера: капитан Алферий Емельянов сын фон-Шлиппепбах, поручик Савва Иванов сын Извольский, сержантов 2 челов., 1 челов. барабанщик, капралов и рядовых 182 челов.
Тимофеева полку Трейдена: Павел Пазухин, сержант, капралов и рядовых 100 человек.

Эти две роты, забытые и союзниками, и собственным командованием, оказали продолжительное сопротивление превосходящим по численности шведским войскам, начавшим зачистку островов после битвы.
За несколько дней перед сражением рижский губернатор Эрик Дальберг отрядил полковников Гельмерса и Врангеля каждого с 300 человек из полков, составивших рижский гарнизон, произвести диверсию против русских, стоявших у Даленгольма. При возвращении им было поручено истребить русских, засевших на острове Люцау, поскольку те отказались от предложенной капитуляции. Операцию решили провести в ночь с 19 на 20 июля. Однако русские войска оказали ожесточённое сопротивление. Шум боя переполошил весь шведский лагерь, где не могли понять, что случилось. Шведский король самолично с отрядом кавалерии поспешил на место боя. Он подоспел уже тогда, когда все было кончено, когда державшиеся в окопах были истреблены, и тела убитых лежали грудами. Шведы также понесли тяжёлые потери. Командующий одним из отрядов полковник Гельмерс, многие офицеры и более 100 пехотинцев были убиты, а капитан Лиленштерн и несколько других офицеров и рядовых тяжело ранены.
Согласно Адлерфельду, только двадцать человек продолжали держаться в небольшом редуте, когда их спасло появление короля, который велел пощадить их жизнь и взять в плен к большому неудовольствию офицеров и рядовых, разъярённых потерями, которые они понесли при приступе.

## Последствия битвы
Русский вспомогательный корпус генерала А. И. Репнина не принял участия в сражении на Двине и сразу же после него отступил к Пскову.

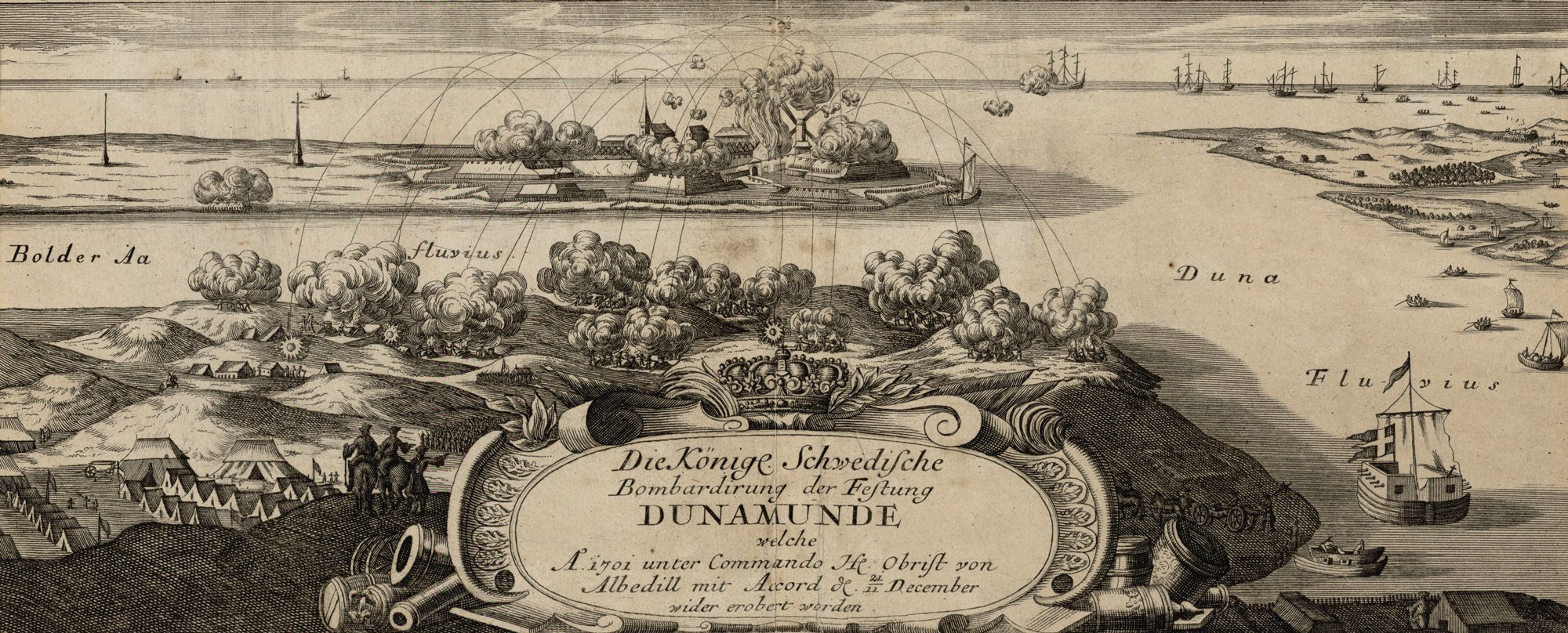
Шведская армия бомбардирует Дюнамюнде

Саксонская армия, разделённая на две части, отступила от Риги. Одна часть укрылась в шанце Коброна (При отступлении они подложили порох под Кобершанец, который взлетел на воздух в виду шведов), другая отправилась в Дюнамюнде, где им удалось продержаться до второй половины сентября.
Шведские войска, преследуя армию Августа II, к сентябрю 1701 года полностью оккупировали Курляндию — вассальное герцогство Речи Посполитой. Весь левый берег реки был очищен от саксонцев, малые крепости были взяты штурмом или капитулировали без боя. Остатки саксонцев укрылись на территории Западной Пруссии.